# Hamasing

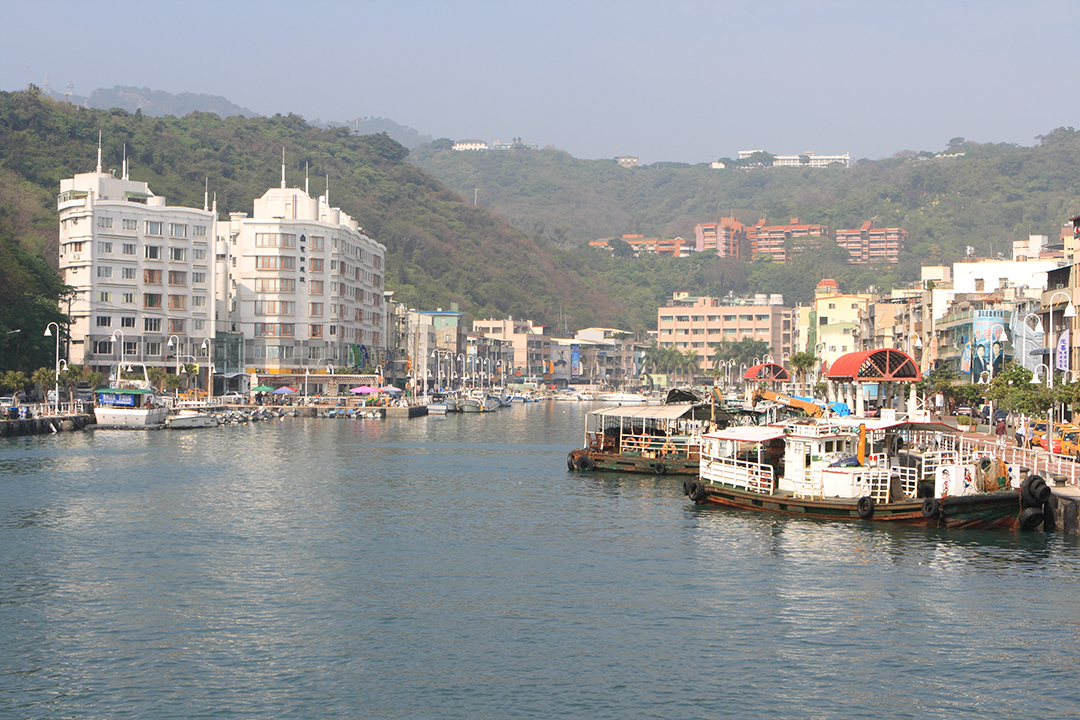
Hamasing

Hamaxing är en äldre stadsdel i Kaohsiung, Taiwan. Stadsdelen ligger mellan foten av Ape Hill and och Yanchengdistriktet, vilket är en annan äldre stadsdel. 